# Laccaria
Genre
Laccaria (nom vernaculaire, les laccaires), est un genre de champignons basidiomycètes de la famille des Hydnangiaceae composé d'environ 75 espèces que l'on peut trouver dans les régions tropicales mais aussi tempérées du monde. Ils sont souvent utilisés comme des systèmes expérimentaux pour les études de symbioses ectomycorrhiziennes.

## Systématique
Ils étaient auparavant classés parmi les clitocybes.
Leur nom provient du latin lacca, "laque", en référence à leur aspect uni et lisse. 

## Description
Il s'agit pour les espèces européennes de petits champignons hauts sur tige pour des sporophores de taille modeste, souvent aux lames espacées, de couleurs variables, généralement comestibles mais présentant des risques de confusion avec d'autres espèces.

## Classification linnéenne du genreLaccaria
- Laccaria alba
- Laccaria amethystea
- Laccaria angustilamella

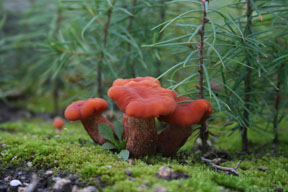
Laccaria bicolor

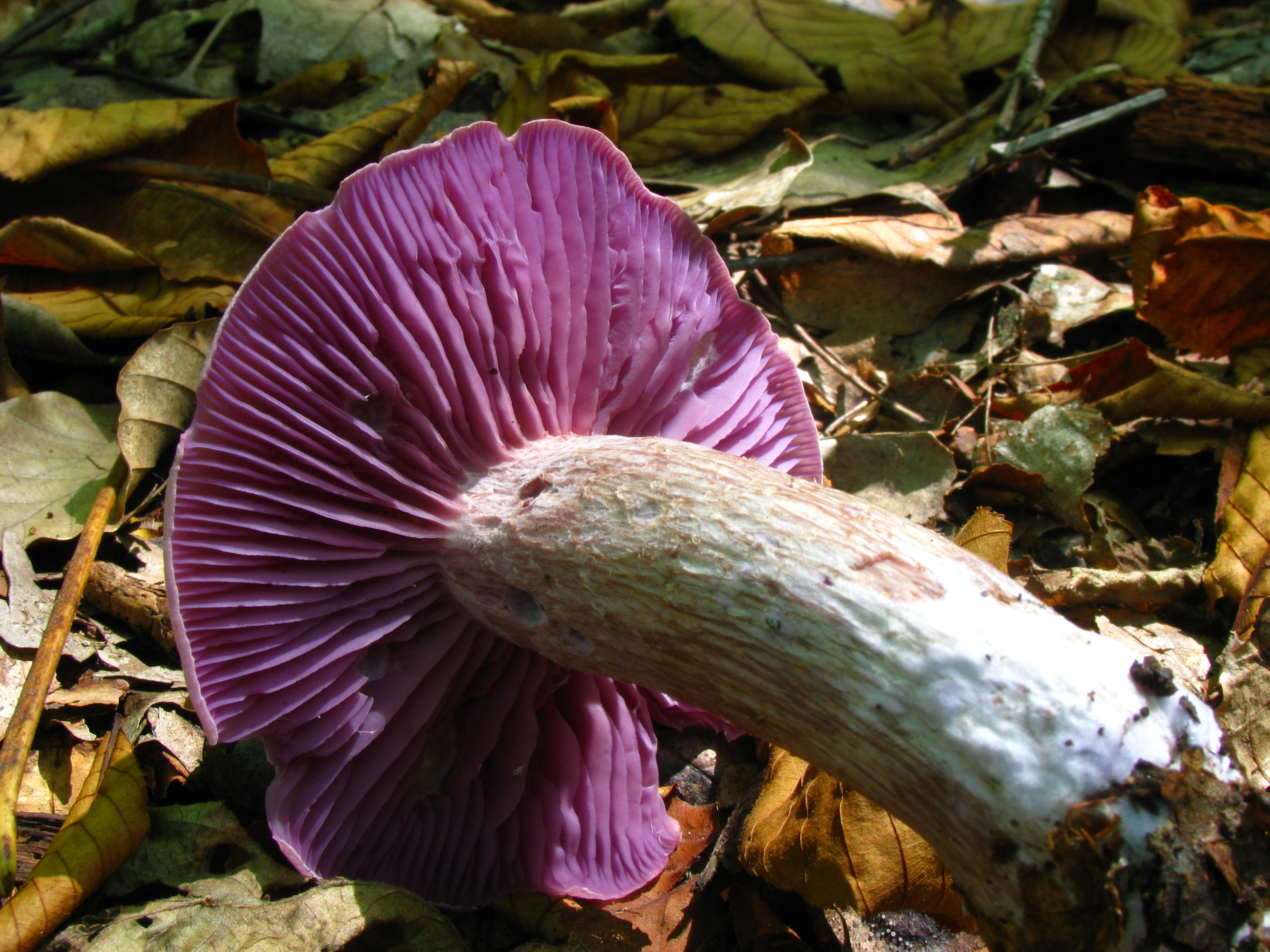
Laccaria ochropurpurea

- Laccaria bicolor, le laccaire bicolore, dont le génome a été récemment séquencé.
- Laccaria canaliculata
- Laccaria cyanolamellata
- Laccaria echinospora
- Laccaria fibrillosa
- Laccaria fraterna
- Laccaria glabripes
- Laccaria impolita
- Laccaria laccata, le laccaire laqué qui est l'espèce type et le plus courant en Europe
- Laccaria lilacina
- Laccaria maritima
- Laccaria masoniae
- Laccaria ohiensis
- Laccaria proxima
- Laccaria pseudomontana
- Laccaria pumila
- Laccaria purpureobadia
- Laccaria tetraspora
- Laccaria tortilis
- Laccaria trullisata
- Laccaria violaceonigra